# Dofasco
Dofasco ist der führende kanadische Stahlhersteller.

## Unternehmen
Das 1912 gegründete Unternehmen beschäftigt etwa 11.000 Mitarbeiter und setzt umgerechnet rund 2,7 Milliarden Euro um. Dofascos Produktlinien schließen neben klassischen warmgewalzten Stahlprofilerzeugnissen auch Weiterverarbeitungsprodukte, darunter Kaltwalzbänder, galvanisierte und verzinnte Produkte aber auch lasergeschweißte Halbfertigteile ein. Ebenso gehören Rohrprodukte zum Produktprogramm.
Dofasco verfügt neben den kanadischen Standorten, unter anderem in der Stahlmetropole Hamilton, auch über Produktionsstandorte in den Vereinigten Staaten und Mexiko. Zur Gruppe gehörten außerdem die Quebec-Cartier-Mine, die Wright-Mine (eine Open Pit-Mine) und eine Pellet-Fabrik in Port-Cartier. Ein Technologie-Abkommen, das später ausgesetzt wurde, bestand mit ThyssenKrupp.

## Übernahme
Dofasco war das Ziel einer Bieterschlacht, die zwischen den Konzernen ThyssenKrupp und Arcelor ausgefochten wurde. Letzterer konnte sich durchsetzen; die Übernahme von Dofasco durch Arcelor erfolgte am 21. Februar 2006. Insgesamt erwarb Arcelor 88,38 Prozent des Aktienkapitals; Dofasco sollte Zentrum von Arcelors Wachstumsstrategie in Nordamerika werden.
Kurz darauf, am 25. Juni 2006, stimmte jedoch Arcelor selbst einem feindlichen Übernahmegebot von Mittal Steel zu. Mittal-Manager wollten die Dofasco-Gruppe für 68 kanadische Dollar je Aktie an ThyssenKrupp abgeben; vor allem, um zu erwartenden Einwänden der amerikanischen Kartellbehörden gegen den geplanten, gigantischen Stahlkonzern Arcelor-Mittal vorweg zu entsprechen. Hierüber wurde im Vorfeld bereits zwischen Mittal Steel und ThyssenKrupp Einigkeit erzielt; ein Vertrag ist unterzeichnet, auf dem Thyssen beharrt. Arcelor-Manager sagten jedoch, auch nach dem Zusammenschluss mit Mittal Dofasco keinesfalls an ThyssenKrupp weitergeben zu wollen.
Die Anteile an Dofasco wurden von Arcelor zur Abwehr der feindlichen Übernahme in eine Stiftung ausgegliedert. Diese lehnt bislang eine Selbstauflösung ab. ThyssenKrupp hat gerichtlich versucht, Mittal zur Auflösung der Stiftung zu zwingen, scheiterte damit aber Ende Januar 2007 vor einem niederländischen Gericht. Die Übernahme von Dofasco durch ThyssenKrupp war damit gescheitert.

## Slogan

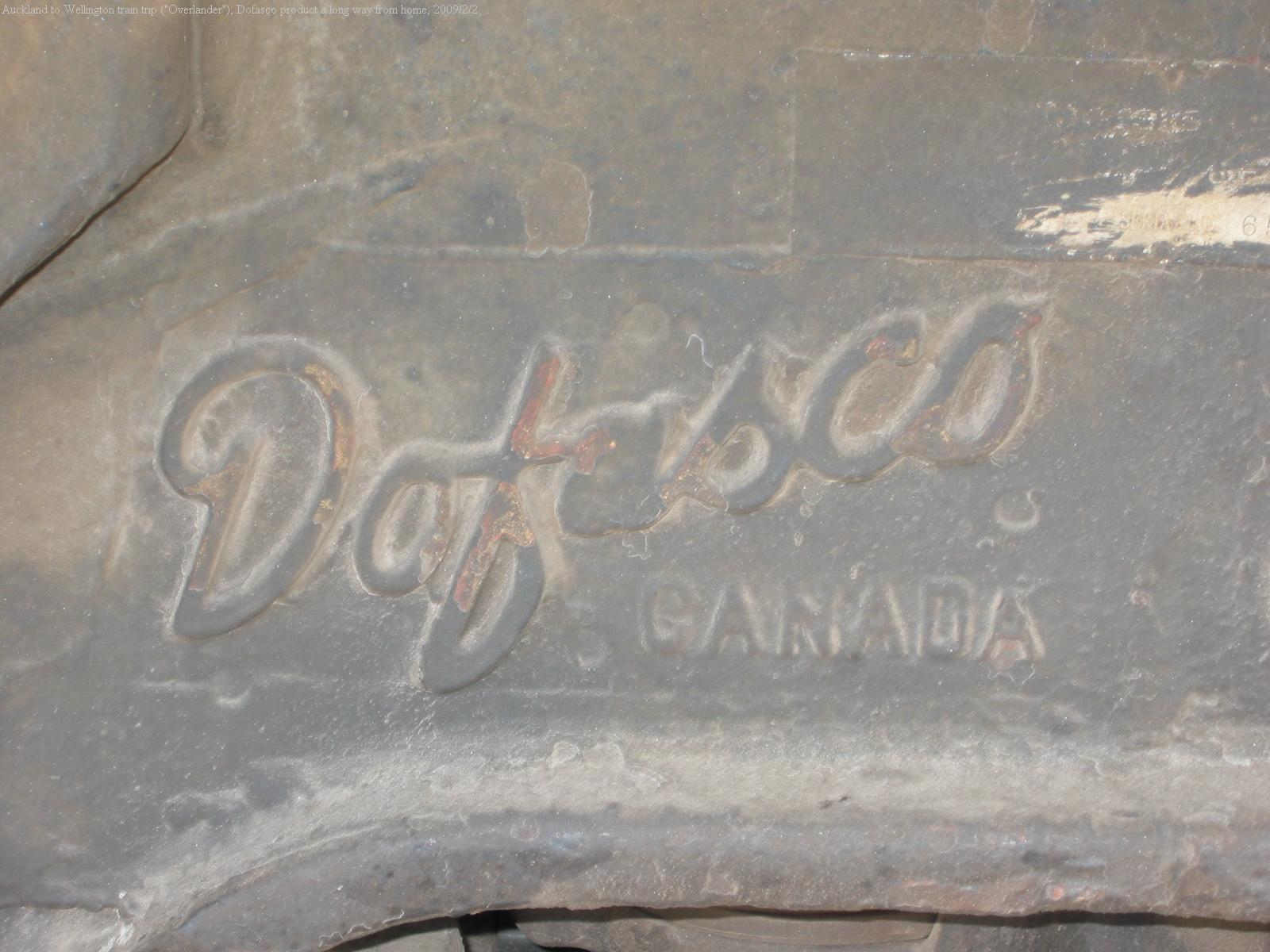
„Dofasco“ Name auf dem Drehgestell einer Lokomotive in Neuseeland

Seit 1970 lautet der Slogan des Unternehmens „Our product is steel. Our strength is people.“ (Unser Produkt ist Stahl. Unsere Stärke sind Menschen). Das kanadische Marketing Magazine bezeichnete den Slogan als eine sehr gekonnte Formulierung für das Corporate Image des Unternehmens. Der Claim wurde von der Kelly Advertising Werbeagentur in Hamilton erschaffen. Er spricht nicht nur die Kunden, sondern auch die Mitarbeiter an. Vorübergehend erhielt der Slogan noch eine dritte Zeile, „Our home is Hamilton“ (Unsere Heimat ist Hamilton), die aber bald wieder gestrichen wurde.